# Sébastien Laudenbach
Pour les articles homonymes, voir Laudenbach.
Sébastien Laudenbach, né le 12 octobre 1973 à Arras, est un réalisateur dans le domaine de l'animation, scénariste, producteur et illustrateur français.

## Biographie
Né à Arras en 1973, Sébastien Laudenbach étudie à l'École supérieure d'arts graphiques Penninghen, puis entre aux Arts décoratifs en 1993 où il passe quatre années.
Il y enseigne le cinéma d'animation depuis 2001. Il intervient également régulièrement à La Poudrière .
Il réalise plusieurs courts-métrages animés, ainsi que 5 videoclips : 4 pour Dominique A et 1 pour la mélodie de Gabriel Fauré Ici-Bas, reprise en 2018 par l'ensemble BAUM et interprétée par Etienne Daho.
Il collabore régulièrement avec Emmanuel Mouret, pour la conception d'affiches ou de génériques animés, ainsi qu'avec Olivier Mellano qui compose la musique de plusieurs de ses films.

## Filmographie
Sauf indication contraire, les informations mentionnées dans cette section peuvent être confirmées par les bases de données cinématographiques IMDb et Allociné,  présentes dans la section « Liens externes ».

### Réalisateur

#### Courts métrages
- 1999 : Journal
- 2004 : Des câlins dans les cuisines
- 2006 : Morceau
- 2009 : Regarder Oana
- 2010 : Vasco
- 2012 : Les Yeux du renard - co-réalisé avec Chiara Malta
- 2013 : XI. La Force
- 2014 : Daphné ou la belle plante - co-réalisé avec Sylvain Derosne
- 2014 : 5 films-de-poésie[Quoi ?], en collaboration avec Luc Bénazet : Un accident de la chasse, Osn, Obet, Droit et gauche et A4
- 2017 : Vibrato[9]
- 2018 : quatre clips animés pour un album de musique de Dominique A (ainsi que la pochette)

#### Longs métrages
- 2016 : La Jeune Fille sans mains
- 2023 : Linda veut du poulet ! - co-réalisé avec Chiara Malta

### Scénariste (en-dehors de ses propres films)
- 2010 : L'Amour à trois (court métrage) de Chiara Malta
- 2010 : Deyrouth (court métrage) de Chloé Mazlo
- 2014 : Les Petits Cailloux (court métrage) de Chloé Mazlo
- 2018 : Histoire de Stefano (court métrage) de Chiara Malta
- 2019 : Simple Women de Chiara Malta

### Animateur (en-dehors de ses propres films)
- 2000 : Du poil sous les roses de Jean-Julien Chervier et Agnès Obadia
- 2011 : Bisclavret (court métrage) d'Émilie Mercier
- 2012 : Con cuore puro (documentaire) de Lucrezia Le Moli
- 2017 : Barbara: Chansons pour une absente (documentaire) de Cyril Leuthy
- 2020 : Pingouin et Goéland et leurs 500 petits (documentaire) de Michel Leclerc
- 2022 : Yamabuki (Yamabuki) de Juiricho Yamasaki

## Distinctions
- Lauréat de la résidence NEF Animation - Abbaye de Fontevraud en 2010
- Sélection à la Semaine de la critique durant le Festival de Cannes 2010 pour Vasco
- Prix France Culture Cinéma des étudiants en 2017[10]
- Sélection Acid Cannes 2016 pour La Jeune Fille sans mains
- Prix du jury au Festival international du film d'animation d'Annecy pour La Jeune Fille sans mains en 2016
- Nomination au César du meilleur long-métrage d'animation pour La Jeune Fille sans mains en 2017
- Sélection Acid Cannes 2023 pour Linda veut du poulet !
- Cristal du meilleur long-métrage au Festival international du film d'animation d'Annecy pour Linda veut du poulet ! en 2023
- Césars 2024 : César du Meilleur film d'animation pour Linda veut du poulet !